# Brombach (Bad Birnbach)

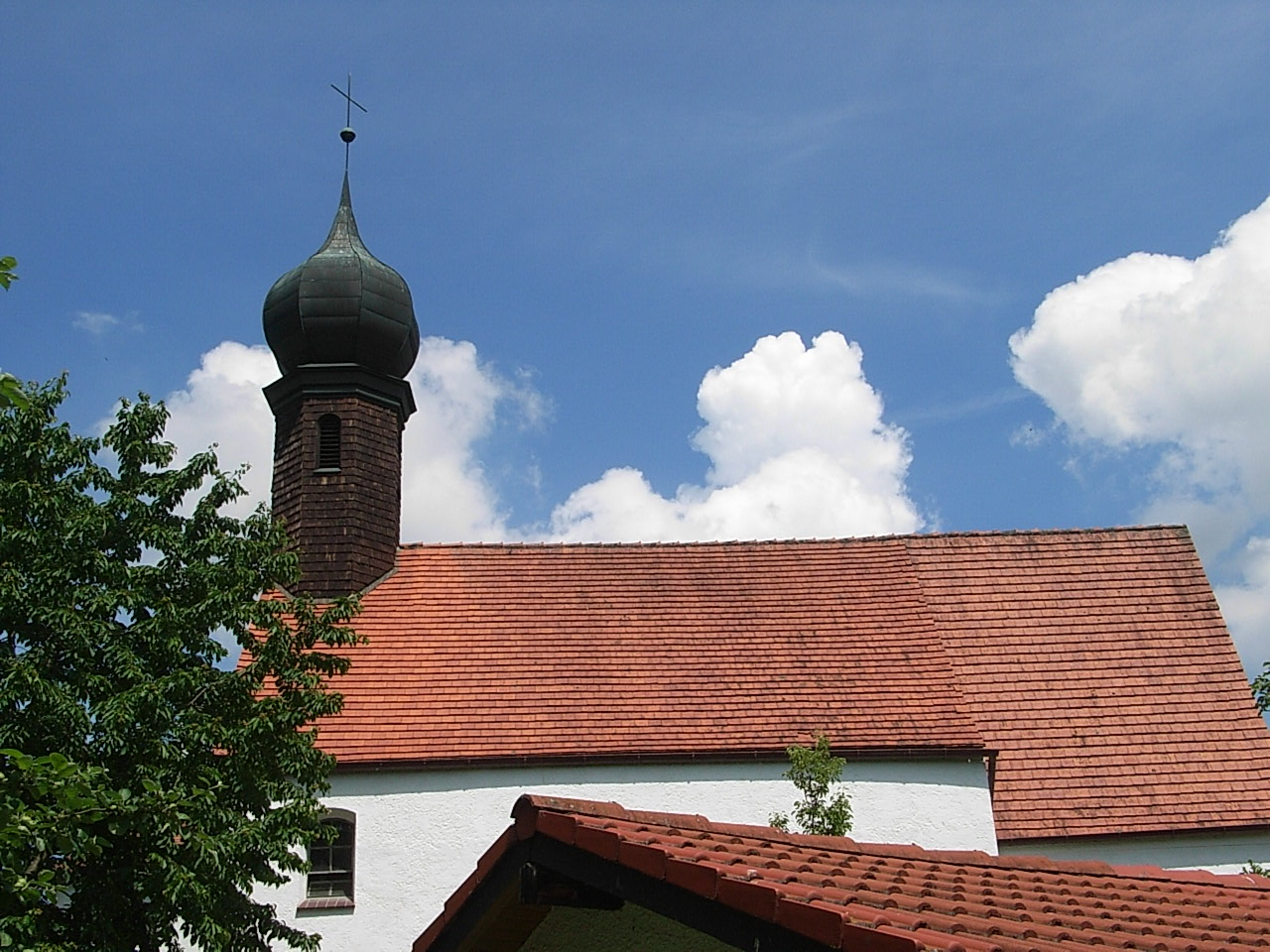
Die Filialkirche St. Jakobus der Ältere

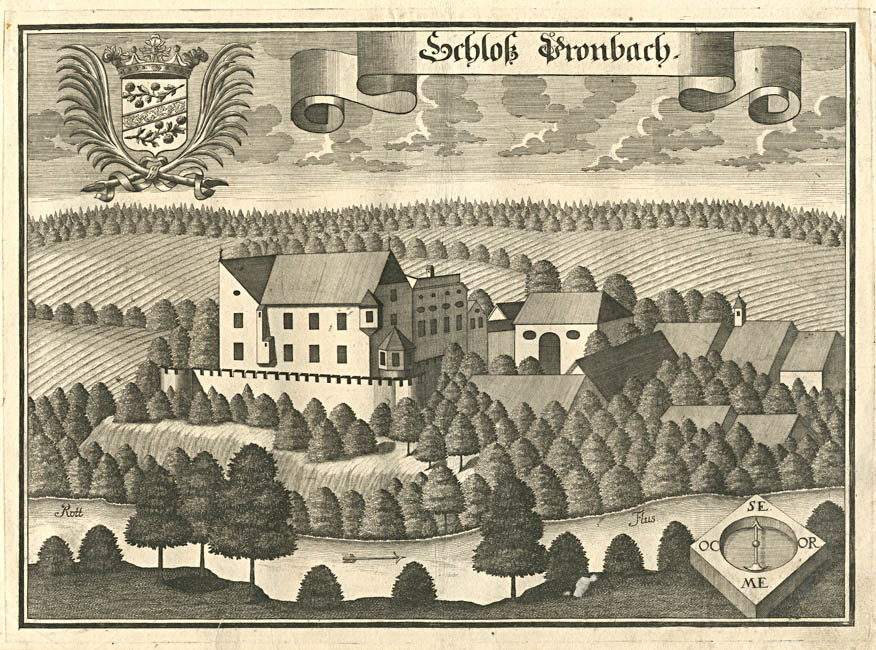
Kupferstich vom Schloss Brombach

Brombach ist ein Gemeindeteil des Marktes Bad Birnbach im niederbayerischen Landkreis Rottal-Inn.

## Geographie
Das Kirchdorf Brombach liegt mittig zwischen Pfarrkirchen und Bad Birnbach. Die Hauptschule ist in Birnbach, ebenso die Gemeindeverwaltung. Die weiterführenden Schulen sind in Pfarrkirchen und auch die Landkreisverwaltung. Außerdem ist Pfarrkirchen die Einkaufsstadt für Brombach. Andererseits gibt es in Brombach verschiedene Ferienapartments, hauptsächlich für die Kurgäste in Bad Birnbach.
Es gibt die „Rottinsel“: Am westlichen Ende von Brombach zweigt von der Rott ein Kanal ab. Dieser wird zur Stromgewinnung verwendet. Am östlichen Ende von Brombach führen die beiden Teile der Rott dann wieder zusammen. Der Kanal und die eigentliche Rott umschließen ein Gebiet, das als Rottinsel bezeichnet wird. Die Insel ist ein normales Siedlungsgebiet.
Es gibt das sogenannte Alt-Brombach und das Neu-Brombach:
Das Alt-Brombach besteht aus der Rottinsel, den Häusern entlang der Bundesstraße 388, dem Schlossberg, sowie der Oberen und Unteren Brandstatt.
Nördlich und westlich der Unteren Brandstatt gibt es eine Neue Siedlung, das Neu-Brombach: Dort wurde in den letzten 30 Jahren auf bisher unbebautem Gebiet Baugrund ausgewiesen und Brombach entsprechend erweitert. Mittlerweile ist diese Neue Siedlung fast schon größer als Alt-Brombach.
Brombach wird von der Rott durchflossen und von der Bundesstraße 388 durchquert.

## Geschichte
Der Ortsname ist in einer Urkunde aus der Zeit zwischen 1130 und 1146 als Prahpach ersturkundlich genannt. Es liegt wohl althochdeutsch prahha zugrunde (‚Brachen, erstes Pflügen des Feldes‘). Der Name entwickelte sich über Prampach zu Prombach und schließlich zu Brombach.
Im Mittelalter gab es das Stammesgeschlecht von Brombach. Dessen Burg war auf dem Burgstall-Hügel 1,5 Kilometer westlich des Dorfes. Dessen Schloss war auf der Rottinsel.
Vor der Gebietsreform in Bayern war Brombach eine eigene Gemeinde. Sie kam am 1. April 1971 zur Gemeinde Hirschbach und mit dieser am 1. Juli 1972 zu Birnbach.

## Religion
Die Einwohner sind zum überwiegenden Teil katholisch. In kirchlicher Hinsicht gehört Brombach zur Pfarrgemeinde Hirschbach. Es besitzt eine eigene Filialkirche. Der kleine gotische Bau aus dem 14. Jahrhundert wurde im 18. Jahrhundert verändert, die Ausstattung ist barock. In der Kirche werden Rosenkränze gebetet und Maiandachten gefeiert. Messen finden einmal in der Woche statt. Die Kirche war ursprünglich Schlosskapelle, doch von dem Schloss, das die Edlen von Brombach im 12. und 13. Jahrhundert bewohnten, ist nichts mehr vorhanden.

## Bildungseinrichtungen
- Kindergarten (auch für die Kinder der Nachbardörfer wie z. B. Hirschbach)

## Wirtschaft
Es gibt zwei Schreinereien in Brombach und eine Schlosserei.
Die Schlosserei sowie eine der beiden Schreinereien liegen auf der Rottinsel.

## Vereine
- Sportverein DJK-SV Brombach-Hirschbach (Fußball, Tennis, Eisstockschießen, Gymnastik, Kegeln). Die Spielstätten inklusive Vereinsheim befinden sich auf der „Rottinsel“. Das Vereinsheim wird auch als normale Wirtschaft verwendet.
- Schützenverein
- Freiwillige Feuerwehr

## Feste
Jährlich findet ein Sonnwendfeuer in Brombach in der Nähe des Feuerwehrhauses statt. Im Winter findet jährlich eine Wintersonnwende neben dem Feuerwehrhaus in Brombach statt.